# Ghazi-ud-Din Haidar
Ghāzī al-Dīn Ḥaydar, laqab di Muḥammad Khān (in urdu غازی الدین حیدر شاہ‎?, Ghāzī al-Dīn Ḥaydar Shāh; 1769 – 19 ottobre 1827), è stato l'ultimo Nawwāb e primo re del regno di Awadh (odierna India).

## Vita

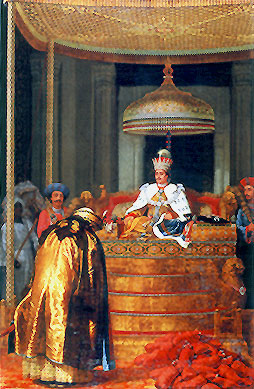
"Ghāzī al-Dīn Ḥaydar, re di Awadh, che riceve l'omaggio dei suoi sudditi.

Terzo figlio del Nawwāb Saʿādat ʿAlī Khān e Mushīr Zādi era sua madre. Egli divenne Nawwāb Wazīr di Awadh l'11   luglio 1814 dopo la morte del padre. Nel 1818, sotto l'influenza del Marchese di Hastings, il governatore britannico della presidenza di Fort William (Bengala), si dichiarò indipendente col titolo di Padshāh-i-Awadh (re di Oudh). Morì nel palazzo Farḥat Bakhsh a Lucknow nel 1827. Gli succedette il figlio Nāṣir-ud-Din Ḥaydar dopo la sua morte.

## Mecenate d'arte e cultura

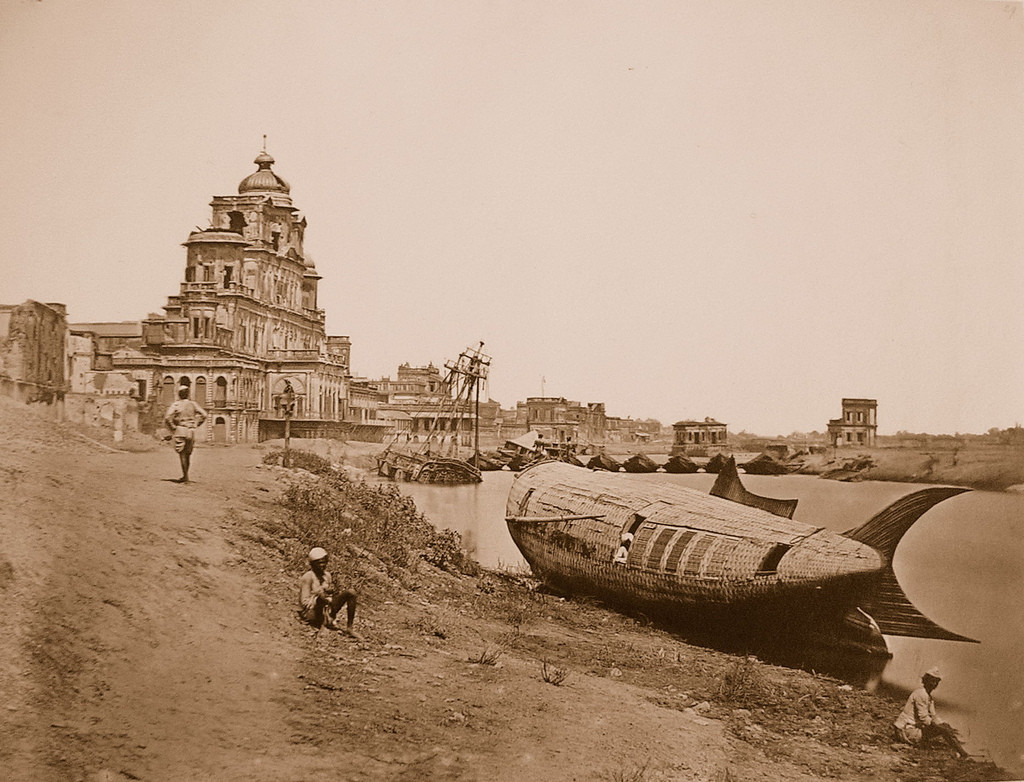
Chutter Manzil and Royal Boat of Oude di Felice Beato

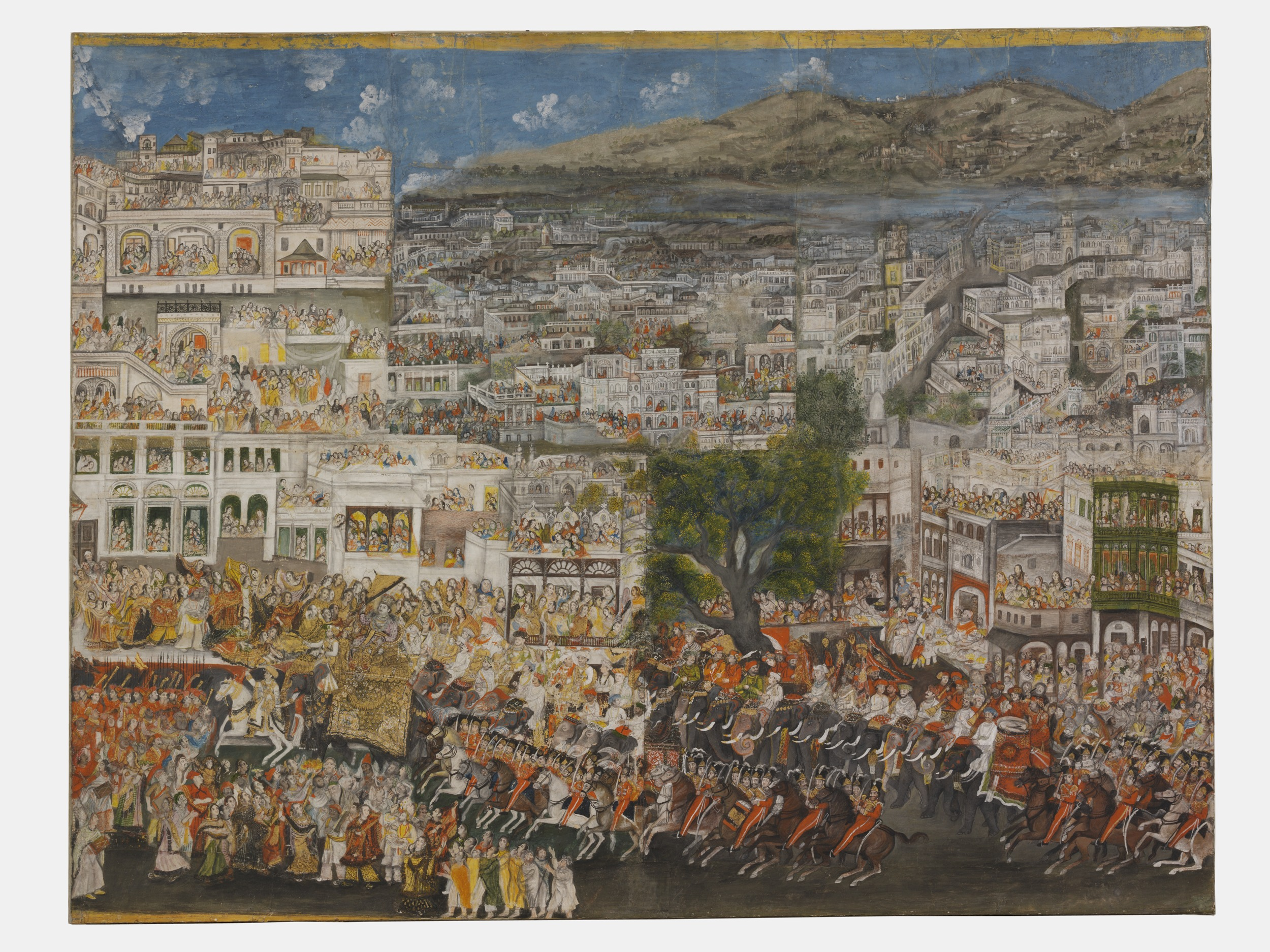
Un corteo di Ghāzi-ud-Dīn Ḥaydar attraverso Lucknow.

Numerosi monumenti a Lucknow furono costruiti da Ghāzī al-Dīn Ḥaydar. Costruì il palazzo detto Chattar Manzil, cui vanno aggiunti la Mubārak Manzil e la Shāh Manzil nel complesso Moti Maḥal per una migliore visione dei combattimenti di animali. Realizzò anche le tombe monumentali dei suoi genitori, Saʿādat ʿAlī Khān e Mushīr Zādi Bēgūm. Per la sua moglie europea, costruì un edificio in stile europeo noto come Vilāyati Bāgh.
Un'altra creazione, lo Shāh Najaf Imāmbara (1816), il suo mausoleo, sulla riva del Gomti, è una riproduzione del quarto luogo di sepoltura del Califfo ʿAlī a Najaf (Iraq). Qui furono sepolte anche le sue tre mogli, Sarfaraz Maḥal, Mubārak Maḥal e Mumtaz Maḥal.
Ghāzi-ud-Dīn nominò per la prima volta un britannico, Robert Home (1752–1834) come suo artista di corte e dopo il suo ritiro nel 1828, nominò un altro britannico, George Duncan Beechey (1798–1852) come suo artista di corte. Nel 1815, Rāja Ratan Singh (1782–1851), noto astronomo, poeta e studioso di arabo, persiano, turco, sanscrito e inglese arricchì la sua corte. Su sua iniziativa, fu organizzata una macchina per stampa litografica reale a Lucknow nel 1821 e, grazie a questa macchina, fu stampato nello stesso anno l'Haft kulzūm (Sette Mari), un dizionario e una grammatica della lingua persiana in due volumi.

## Monete di Ghazi-ud-Din
Dopo essersi proclamato re, Ghāzi-ud-Dīn Ḥaydar Shāh batté monete a suo nome invece che a nome dell'imperatore Mughal, Shāh ʿĀlam II dal 1818 d.C./E. 1234). Le sue monete erano completamente diverse dai suoi predecessori. La caratteristica più importante del suo conio è stata l'introduzione del suo stemma sul retro della moneta, composto da due pesci uno di fronte all'altro, due tigri ciascuno con un pennone per il supporto e un katar (un piccolo pugnale) sormontato da una corona che simboleggia il re.

## Galleria d'immagini

Bandiera dei Nawwāb di Awadh, introdotta durante il regno di Ghāzi-ud-Dīn Ḥaydar Shāh (1814–1827).
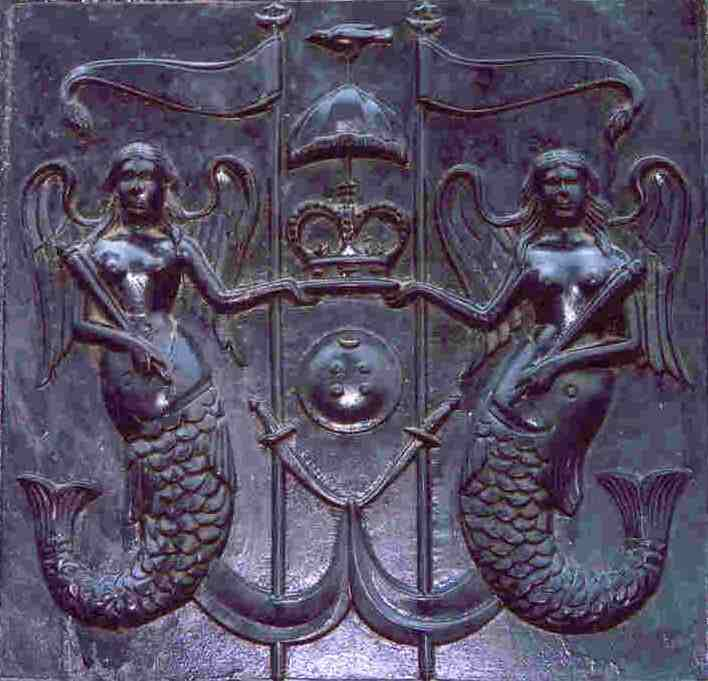
Altro sigillo, introdotto durante il regno di Ghāzi-ud-Dīn Ḥaydar (1814–1827).
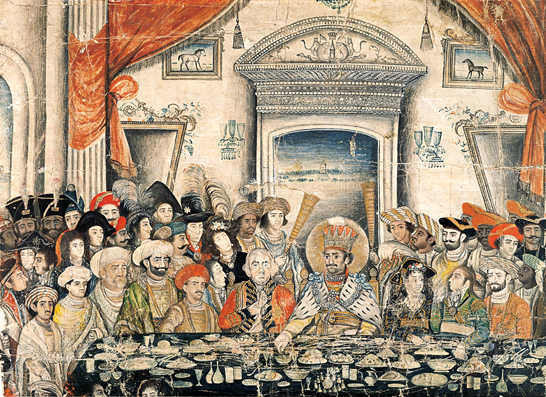
Ghāzi-ud-Dīn Ḥaydar, settimo Nawwāb (1814–1827), intrattiene Lord e Lady Moira a un banchetto nel suo palazzo (Acquerello opaco, 1820–22)